# Censura prévia
Censura prévia é a modalidade de censura que consiste na supressão, total ou parcial, de uma obra antes de a mesma se tornar pública.

## Nos Estados Unidos
A figura do prior restraint ("restrição prévia", em livre tradução), nos Estados Unidos da América é referida pela Primeira Emenda à Constituição dos Estados Unidos, nos termos de o governo restringir um discurso, antes que esse discurso ocorra; entretanto os tribunais vêm decidindo pela inconstitucionalidade de tal medida, salvo em casos excepcionais (como em caso de guerra ou de publicações que incitem à violência) e, num caso de jornal escolar, foi considerado que o mesmo não teria o status da imprensa profissional, e poderiam sofrer o controle por parte dos dirigentes educacionais.

## No Brasil
Quando ainda príncipe regente, em 1821, Pedro I acatou uma ordem da constituinte portuguesa e baixou uma ordem “que não se embarace por pretexto algum a impressão que se quiser fazer de qualquer escrito”, sendo no ano seguinte regulamentada por portaria de José Bonifácio de Andrada e Silva que proibia os impressos anônimos e estabelecia responsabilidade posterior ao que se havia publicado. Após a Independência, foi feita aquela que é considerada a primeira "lei de imprensa" do país, em 1823, com liberdade de imprensa e responsabilização posterior. Com poucas alterações, o sistema vigeu até depois de proclamada a República, até a regulamentação mais completa em decreto de 1921, ainda versando sobre a responsabilização por algo já publicado. Com a ditadura do Estado Novo, a Constituição promulgada previa a censura prévia "com o fim de garantir a paz, a ordem e a segurança pública, a censura prévia da imprensa, do teatro, do cinematógrafo, da radiodifusão, facultando à autoridade competente proibir a circulação, a difusão ou a representação" (artigo 122, inciso 12 da Carta de 1937 - grifamos); a censura prévia vigeu até 1945, quando o país retornou ao estado democrático de direito, novamente restrita durante a ditadura militar, a partir de 1967.
Com o retorno do país à democracia a questão ficou proibida pela Constituição, embora o Código Civil, vigorando em 2002, tenha permitido que obras como Roberto Carlos em Detalhes, ou duas biografias sobre o poeta Paulo Leminski fossem apreendidas antes de chegarem ao público por decisões judiciais; a disputa chegou ao Supremo Tribunal Federal, levando em 2013 a vários artistas como Caetano Veloso, Gilberto Gil, Roberto Carlos, Milton Nascimento e outros a criarem um grupo de pressão chamado Procure Saber favorável à proibição de biografias não autorizadas, causando uma grande reação em defesa da liberdade de expressão.